# Glaciar Thwaites
 Coordenadas : orientação de longitude inválida, deve ser "E" ou "W"

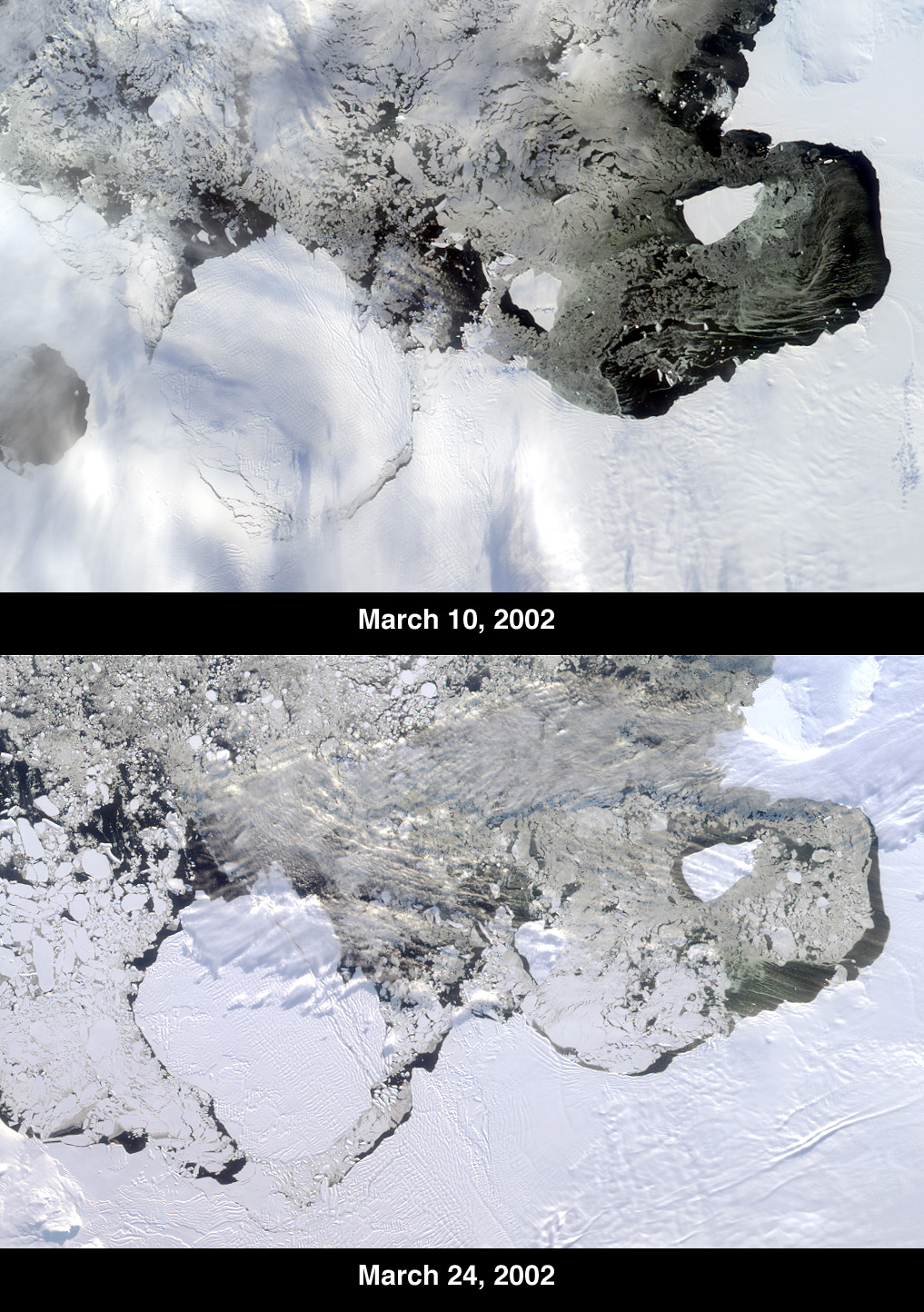
Icebergs B-22 no Mar de Amundsen

Por Thwaites entende-se tanto o glaciar/geleira propriamente dito como a língua de gelo com o mesmo nome.
Ambos foram baptizado em homenagem a Fredrik T. Thwaites, geólogo e professor emérito da Universidade de Wisconsin-Madison.

## Glaciar Thwaites
O glaciar Thwaites é um glaciar de vale de grande largura que flui para o mar de Amundsen a cerca de 50 km para este do monte Murphy, na Terra de Marie Byrd, Antártica. Apesar do seu contorno irregular, o glaciar Thwaites tem um caudal enorme e pelo ano de 1966 havia uma língua de gelo flutuante com mais de 60 km de comprimento e uma língua de icebergues com mais de 160 km de comprimento. Estas duas formações estendem-se pelo Mar de Amundsen e inibem a circulação de navios nesta região, segundo a direcção este-oeste.

## Língua Thwaites
A língua Thwaites é uma língua de gelo situada a  Coordenadas : orientação de longitude inválida, deve ser "E" ou "W" com 112 km de comprimento e 32 km de largura. 
A 15  de março de 2002, o National Ice Center do EUA informou que um iceberg a que se chamou B-22 se havia deslocado da língua de gelo e tinha 85 km de comprimento e cerca de 50 km de largura para uma area total de 5 490 km2. 

## Pesquisa
A Geleira Thwaites é vigiada de perto por seu potencial para elevar o nível do mar. Um filme da década de 1970 foi combinado com dados modernos para avaliar que a parte da geleira diminuiu em algum lugar na faixa de 10 e 33% em 1978 e 2009. O filme mostra que a geleira está sendo descongelada pelo oceano mais rapidamente do que se pensava anteriormente.